# سفارة تركيا في مصر
سفارة تركيا لدى مصر هي الممثلية الدبلوماسية العليا لدولة تركيا لدى جمهورية مصر العربية. 10شارع – عزيز عثمان بجوار السفارة الهولندية،  جنينة الأسماك الزمالك. محافظة القاهرة

## السفارة
25 شارع الفلكي – باب اللوق . القاهرة·

## اقرأ أيضا
- قائمة البعثات الديبلوماسية في مصر
- وزارة الخارجية المصرية
- قائمة رحلات عبد الفتاح السيسي الخارجية في الفترة الرئاسية الأولى
- قائمة رحلات عبد الفتاح السيسي الخارجية في الفترة الرئاسية الثانية
- قائمة رحلات عدلي منصور الرئاسية الخارجية